# Marion Pellissier
Marion Pellissier (* 16. September 1988 in Saint-Jean-de-Maurienne) ist eine ehemalige französische Skirennläuferin. Sie startete in allen Disziplinen und war im Weltcup in der Kombination am erfolgreichsten.

## Biografie
Ihre ersten FIS-Rennen bestritt Pellissier im November 2003. Im Europacup war sie erstmals im Januar 2006 am Start. In der Saison 2008/09 gewann sie ihre ersten Europacuprennen, zuvor kam sie lediglich zweimal unter die besten zehn. Ihr erster Start im Weltcup war die Superkombination in Crans-Montana am 9. März 2008. Pellissier nahm zweimal an Juniorenweltmeisterschaften teil: 2007 war ihr bestes Resultat Rang 12 im Slalom, 2008 kam sie auf Rang 7 in der Abfahrt.
Bei der einzigen Hallen-Europameisterschaft am 7. November 2009 im französischen Amnéville gewann Pellissier die Bronzemedaille im Slalom. Am 18. Dezember 2009 holte sie in ihrem vierten Weltcuprennen, der Super-Kombination von Val-d’Isère, erstmals Punkte, als sie den zehnten Platz erreichte. Danach blieb sie wieder einige Rennen ohne Weltcuppunkte, bis sie in der Saison 2010/11 mit den Plätzen elf und zwölf in den Super-Kombinationen von Åre und Tarvis wieder nahe an die schnellsten zehn herankam. Am 27. Januar 2012 erreichte sie schließlich als Zehnte der Super-Kombination von St. Moritz ihr zweites Top-10-Ergebnis im Weltcup.
Nachdem sie im September 2012 einen Kreuzbandriss im rechten Knie erlitten hatte, musste Pellissier die gesamte Saison 2012/13 aussetzen. In der Folge konnte sie nicht mehr an die Leistungen früherer Jahre anknüpfen und kam wieder vermehrt im Europacup zum Einsatz. In der Saison 2014/15 entschied sie die Europacup-Kombinationswertung für sich. Ein weiterer Kreuzbandriss, diesmal im linken Knie, führte dazu, dass sie 2015/16 erneut eine ganze Saison verpasste. Nach einigen Rennen im Winter 2016/17 erklärte sie im März 2017 ihren Rücktritt.

## Erfolge

### Juniorenweltmeisterschaften
- Zauchensee 2007: 12. Slalom, 15. Abfahrt
- Formigal 2008: 7. Abfahrt, 27. Super-G

### Weltcup
- 2 Platzierungen unter den besten zehn

### Europacup
- Saison 2008/09: 10. Gesamtwertung, 3. Kombinationswertung, 6. Abfahrtswertung
- Saison 2014/15: 1. Kombinationswertung, 5. Abfahrtswertung, 10. Abfahrtswertung
- 7 Podestplätze, davon 5 Siege:

| Datum             | Ort          | Land       | Disziplin        |
| ----------------- | ------------ | ---------- | ---------------- |
| 14. Dezember 2008 | St. Moritz   | Schweiz    | Superkombination |
| 20. Dezember 2008 | Zauchensee   | Österreich | Abfahrt          |
| 15. Februar 2011  | Abetone      | Italien    | Riesenslalom     |
| 28. Januar 2015   | Hinterstoder | Österreich | Super-G          |
| 29. Januar 2015   | Hinterstoder | Österreich | Superkombination |

### Weitere Erfolge
- Bronzemedaille im Slalom bei der Hallen-Europameisterschaft 2009
- 2 französische Meistertitel (Superkombination und Indoor-Slalom 2009)
- 12 Siege in FIS-Rennen